# XplorAsia Airways
Xplorasia Airways, precedentemente South East Asian Airlines International o SEAir International, è una compagnia aerea cargo con sede a Clark, nelle Filippine. Il suo hub principale è presso l'aeroporto di Clark a Pampanga, nelle Filippine, mentre il suo hub secondario si trova all'aeroporto Internazionale di Manila-Ninoy Aquino.

## Storia
La compagnia aerea è stata fondata come SEAir Inc., nel 1995 e ha iniziato le operazioni nello stesso anno. Il suo franchising, tuttavia, è stato concesso dal Congresso solo il 13 maggio 2009 attraverso la legge n. 9517 della Repubblica.
Dopo il rebranding di SEAIR in Tigerair Philippines e l'acquisizione di Tigerair Philippines da parte di Cebu Pacific, SEAIR International è stata costituita per soddisfare gli aeroporti che non possono essere raggiunti da aerei a reazione come quello di Caticlan e quello di Puerto Princesa, nonché voli charter verso l'aeroporto Internazionale di Seul-Incheon a Incheon, Corea del Sud.
La Civil Aviation Authority of the Philippines (CAAP) ha ordinato la sospensione del certificato di operatore aereo di SkyJet e Seair a partire dal 18 maggio 2015 a causa di varie carenze in materia di sicurezza che non soddisfacevano gli standard previsti dai regolamenti sull'aviazione civile filippina. Il mese successivo, la CAAP ha revocato la sospensione delle due compagnie.

## Flotta

### Flotta attuale
A dicembre 2022 la flotta di XplorAsia Airways è così composta:

### Flotta storica
Nel corso degli anni XplorAsia Airways ha operato con i seguenti modelli di aeromobili:
- 1 Airbus A320-200
- 1 Airbus A340-600
- 3 Dornier Do 328